# Rouvres-en-Multien
Rouvres-en-Multien – miejscowość i gmina we Francji, w regionie Hauts-de-France, w departamencie Oise.
Według danych na rok 1990 gminę zamieszkiwało 407 osób, a gęstość zaludnienia wynosiła 50 osób/km² (wśród 2293 gmin Pikardii Rouvres-en-Multien plasuje się na 603. miejscu pod względem liczby ludności, natomiast pod względem powierzchni na miejscu 594.).